# Université Touro du Nevada
L'université Touro du Nevada (en anglais : Touro University Nevada ou TUN) est une université privée américaine située à Henderson dans le Nevada.

## Présentation
Elle est membre de Touro University, un ensemble d'universités à l'origine juive aujourd'hui présente dans tous les États-Unis ainsi qu'à l'étranger.